# Egészség-gazdaságtan
Az egészséggazdaságtan feladata az egészségügyi szolgáltatások és az ellátórendszer sajátosságainak feltárása, elemzése, a szűkösen rendelkezésre álló erőforrások allokációja nézőpontjából.
Az egészségügy a nemzetgazdaságok fontos ágazata:
- Az OECD országokban az egészségügyi szolgáltatások és termékek a GDP 7-18%-át tették ki 2008-ban
- Az OECD országokban a foglalkoztatottak 6-16%-a az egészségügyben dolgozik
- Egy kórház egy kistérség legnagyobb gazdálkodó szervei közé tartozhat
- Az egészségügy az innováció egyik motorja

Az egészségügy és a gazdaság kapcsolata több szempontból is érdekes:
- Hogyan járul hozzá az egészségügyi állapot a gazdasági növekedéshez?
- Hogyan járul hozzá a gazdasági növekedés az egészségügyi állapothoz?
- Milyen mértékben járul hozzá az egészségügyi rendszer az társadalom egészségi állapotának javulásához?
- Hogyan hat az egészségügyi közkiadások növelése az egészségi állapotra és a gazdasági növekedésre?

Az egészségügy célja a lakosság egészségének javítása vagy megtartása. Az egészség inputjait és outputjait a Grossmann-modell írja le. Inputok: egészségügyi szolgáltatások, oktatás, lakáskörülmények, jövedelem, foglalkozás, táplálkozás. Ezen inputok együttesen alakítják ki az egyén egészségi tőkéjét. Ennek outputja az egészségesen eltöltött napok száma. 
Egészségügyi technológia-értékelés
A gazdasági értékelések világszerte szerves részét képezik a technológiaértékelési folyamatnak. Az ezzel foglalkozó szervek költséghatékonysági elemzések alapján döntenek pl. új terápiák befogadásáról.